# Патрульные катера типа «Айленд»
«Айленд» (англ. Island) — тип патрульных катеров Береговой охраны США. Предназначены для проведения поисково-спасательных работ и патрулирования в прибрежных водах.

## История
34-метровые патрульные катера типа «Айленд» были разработаны для замены ранее находившихся на вооружении береговой охраны США 29-метровых патрульных катеров, их строительство на верфи «Bollinger Shipyards» началось в 1985 году и было завершено в 1992 году.
В 2002—2005 годах восемь катеров были модернизированы по программе «Integrated Deepwater System Program», однако в ноябре 2006 года все восемь катеров, которые подверглись изменениям, пришлось снять с вооружения из-за возникших проблем с прочностью корпусов (они были отправлены на хранение на судоверфь «United States Coast Guard Yard» на южной окраине города Балтимор).
Для замены катеров типа «Айленд» в 2007—2008 годах был разработан проект патрульного катера типа «Sentinel», первый катер этого типа был построен в 2011—2012 годах. Начиная с 2014 года США стали заменять катера «Айленд» на новые катера типа «Sentinel», а снятые с вооружения катера «Айленд» — передавать дружественным странам.
В июне 2015 года два демилитаризованных катера со снятым вооружением (WPB-1344 «Block Island» и WPB-1347 «Pea Island») купила американская организация «Sea Shepherd». Также, в 2015 году три катера были поставлены Пакистану.
В сентябре 2016 года США приняли решение о передаче Грузии по программе военной помощи катеров WPB-1340 «Jefferson Island» и WPB-1345 «Staten Island», 18 октября 2018 года оба катера были зачислены в состав береговой охраны Грузии (под наименованием Р-23 «Ochamchir» и Р-25 «Dioskuria»).
13 октября 2017 года США передали для береговой охраны Коста-Рики построенные в середине 1980-х годов катера WPB-1342 «Long Island» и WPB-1346 «Roanoke Island» (которые ранее использовались береговой охраной США на Аляске и были списаны в 2015 году). После окончания ремонта и переоборудования катеров и завершения обучения экипажей, 3 апреля 2018 года оба катера были официально включены в состав береговой охраны Коста-Рики (под наименованием GC 110-1 «Libertador Juan Rafael Mora» и GC 110-2 «General José María Cañas»).
27 сентября 2018 года США передали по программе военной помощи Украине первые два катера типа «Айленд» (WPB-1321 «Cushing» и WPB-1323 «Drummond» 1988 года постройки со снятым вооружением), которые 21 октября 2019 года были доставлены в Одессу и 13 ноября 2019 года — официально зачислены в состав военно-морских сил Украины (их вооружили советскими 25-мм артиллерийскими установками 2М-3М). В ноябре 2021 года в Одессу были доставлены ещё два катера (WPB-1307 «Ocracoke» и WPB-1331 «Washington»), которые были зачислены в состав военно-морских сил Украины 6 декабря 2021 года. Как сообщил в интервью командующий военно-морскими силами Украины контр-адмирал А. Л. Неижпапа, в дальнейшем планируется перевооружение всех катеров типа «Айленд» на боевые модули с 30-мм артиллерийскими орудиями с целью стандартизации вооружения и упрощения технического обслуживания.

## Страны-эксплуатанты
- США — по состоянию на 23 октября 2018 года, в составе береговой охраны США остались 20 катеров типа «Айленд»
- Грузия — 2
- Коста-Рика — 2
- Пакистан — 3
- Украина — 5